# Allobates talamancae
Allobates talamancae (Cope, 1887) è un anfibio anuro appartenente alla famiglia degli Aromobatidi.

## Etimologia
L'epiteto specifico si riferisce alla Cordigliera di Talamanca in Costa Rica, sulla quale è possibile trovare la specie.

## Distribuzione e habitat
Questa specie si trova in Costa Rica, in Nicaragua, in Panama, in Colombia lungo il Pacifico e nella provincia di Esmeraldas in Ecuador. Si trova dal livello del mare fino a 800 metri di altitudine.